# Ginnastica per tutti
La ginnastica per tutti è una disciplina della ginnastica che si occupa di curare l'attività promozionale e amatoriale di ginnastica artistica (maschile e femminile), ritmica e di base. Era chiamata ginnastica generale fino al gennaio 2007, quando la Federazione Internazionale di Ginnastica le ha imposto il nuovo nome.
La Ginnastica per Tutti è una disciplina a sé stante, da non confondere con le discipline da cui ha tratto gli elementi fondanti: gli atleti svolgono esercizi mutuati dalla ginnastica artistica, dalla ginnastica ritmica, ma anche dal trampolino elastico.

## Le categorie di competizione
Gli atleti delle gare di GpT sono suddivisi in fasce.
Le fasce dei tornei dipendono solo dall'età:
1. Sono in 1ª fascia gli atleti che alla data della gara hanno già compiuto 8 anni, fino all'età di 10 anni
2. In 2ª fascia concorrono gli atleti tra gli 11 ed i 13 anni
3. In 3ª fascia concorrono gli atleti tra i 14 ed 18 anni
4. La 4ª fascia è per gli atleti con più di 19 anni.

## Le gare
La ginnastica generale prevede attività competitive e non competitive rivolte a varie fasce d'età, dai 3 anni in su, e comprende vari tipi di gare: Coppa Italia, Sincrogym, Torneo Gpt. 

### Sincrogym
È una gara di squadra in cui ci sono tre esercizi, tutti con accompagnamento musicale. Uno di squadra della durata di 90 secondi, di cui: 30 secondi di individuale, 30 di coppia e 30 a cui partecipa tutta la squadra. Gli altri due esercizi sono in coppia. In questa gara esistono due categorie: senza attrezzi, privilegiata solitamente dalle squadre di artistica, anche se non mancano quelle di ritmica, e con attrezzi, esclusivamente per squadre di ritmica. Essendo una gara che non comprende esercizi ai grandi attrezzi, non è molto popolare nel settore dell'artistica, che invece privilegia la gara di Coppa Italia.

### Coppa Italia
È una gara collettiva, in cui gli atleti devono svolgere un esercizio collettivo di 60 s con accompagnamento musicale, al corpo libero per l'artistica, con gli attrezzi per la ritmica, e otto individuali su quattro attrezzi senza musica.
Per l'artistica maschile gli attrezzi sono: corpo libero, parallele simmetriche, minitrampolino con rincorsa, sbarra e volteggio. Quest'ultimo attrezzo ha sostituito nel 2007 il cavallo per permettere di eseguire elementi più simili alla ginnastica agonistica. Per l'artistica femminile gli attrezzi sono: corpo libero, trave, minitrampolino con rincorsa, parallele asimmetriche e volteggio.
Per la ritmica gli attrezzi sono tre a scelta tra: corpo libero, fune, palla e cerchio, più le clavette che sono obbligatorie. Il nastro è stato abolito in quanto questi esercizi sono fatti in uno spazio di 12x2 metri, dai quali è impossibile non far uscire il suddetto attrezzo.

### Torneo GpT
È una gara individuale. Per ogni fascia ci sono elementi di difficoltà crescente, fino ad un massimo di 12,000 punti per la 1ª e 2ª fascia e 12,500 per la 3ª e la 4ª.
Per quanto riguarda la ginnastica artistica, per partecipare alla fase successiva di questa gara individuale gli atleti devono dimostrare il loro valore su un massimo di quattro attrezzi a scelta tra corpo libero, parallele simmetriche, minitrampolino con rincorsa, volteggio e sbarra (per la maschile); corpo libero, trave, minitrampolino con rincorsa, volteggio e parallele asimmetriche (per la femminile).
Per la ginnastica ritmica gli attrezzi sono: corpo libero, fune, palla, cerchio, clavette e nastro. Da scegliere seguendo i criteri di suddivisione dei livelli sopra citati.
Nel Torneo Gpt, torneo individuale, i ginnasti sono suddivisi anche in "livelli". La differenza tra i livelli è in base agli attrezzi e agli esercizi richiesti.
1. I livello: ha 3 attrezzi: corpo libero, trave e minitrampolino per la sezione artistica femminile; corpo libero, parallele simmetriche e mintrampolino per la sezione artistica maschile; corpo libero, fune, palla per la sezione ritmica; gli esercizi richiesti sono semplici.
2. II livello: aggiunge il volteggio per l'artistica femminile e per l'artistica maschile, il cerchio per la ritmica e la difficoltà degli esercizi è maggiore.
3. III livello: permette anche gli esercizi alle parallele asimmetriche per l'artistica femminile; la sbarra per l'artistica maschile; per la ritmica si toglie il corpo libero e si aggiungono clavette e nastro, e gli esercizi sono di difficoltà ulteriore.